# Dzwonowo Leśne
Dzwonowo Leśne – przysiółek wsi Niedźwiedziny w Polsce położony w województwie wielkopolskim, w powiecie wągrowieckim, w gminie Skoki.
W latach 1975–1998 miejscowość administracyjnie należała do województwa poznańskiego.
Miejscowość powstała jako wieś kolonizatorów olęderskich. Przechodzi przez nią  czerwony szlak turystyczny ze Skoków do Zielonki.